# 傑西·V·強森
傑西·V·強森（英語：Jesse V. Johnson，1971年11月29日—），英國男導演、編劇和武術指導。他以製作動作片而聞名，如電影《查理·瓦倫丁》（2009年）、《足球流氓2》（2009年）和《意外殺手》（2018年）。

## 早期生活
傑西·V·強森出生於英格蘭温彻斯特。在強森成為導演前，曾在其他電影中擔任特技演員和武術指導，如《全面回忆》（1990年）、《火星人玩轉地球》（1996年）、《紅色警戒》（1998年）、《霹靂嬌娃》（2000年）、《決戰猩球》（2001年）及《不可能的任務3》（2006年）等。

## 導演作品
- Death Row the Tournament（1998）
- The Doorman（1999）
- The Honorable（2002）
- 《失憶格鬥士（英语：Pit Fighter (film)）》（2005）
- 《最后的哨兵》（The Last Sentinel，2007）
- 《外星戰警（英语：Alien Agent）》（2007）
- 《第五指令》（The Fifth Commandment，2008）
- 《查理·瓦倫丁（英语：Charlie Valentine）》（2009）
- 《足球流氓2（英语：Green Street 2: Stand Your Ground）》（2009）
- 《屠夫（英语：The Butcher (2009 film)）》（2009）
- 《致命速遞（英语：The Package (2013 film)）》（2013）
- 《流浪狗（英语：Savage Dog）》（2017）
- 《浮華煞星》（The Beautiful Ones，2017）
- 《意外殺手》（2018）
- 《討債人》（The Debt Collector，2018）
- 《三重威脅之跨國大營救》（2019）
- 《復仇者》（2019）
- 《救贖者》（The Mercenary，2019）
- 《討債人2》（Debt Collectors，2020）
- 《地狱宁静》（Hell Hath No Fury，2021）
- 《危城悍將》（2022）
- 《爆裂騎警（英语：One Ranger）》（2023）
- 《女戰士（英语：Boudica (2023 film)）》（2023）
- 《間諜交鋒（英语：Chief of Station (film)）》（2024）

## 外部連結
- 傑西·V·強森在互联网电影资料库（IMDb）上的資料（英文）